# ایسی هابسون
ایسی هابسون (انگلیسی: Issy Hobson؛ زادهٔ ۳۱ اکتبر ۲۰۰۷) بازیکن فوتبال اهل انگلستان است که برای اورتون در سوپرلیگ زنان انگلستان بازی می‌کند.
وی همچنین در تیم ملی فوتبال زیر ۱۷ سال زنان انگلستان بازی کرده است.